# Ulota yakushimensis
Ulota yakushimensis là một loài rêu trong họ Orthotrichaceae. Loài này được Z. Iwats. mô tả khoa học đầu tiên năm 1959.